# My s Itálií
My s Itálií (italsky Noi con l’Italia, NcI) je italská křesťanskodemokratická a liberálně konzervativní politická strana vedená Mauriziem Lupim. V parlamentních volbách roku 2018 získala 1,3 procenta hlasů a několik mandátů v obou komorách parlamentu; v současnosti se její podpora v průzkumech pohybuje od jednoho do dvou procent. Ve volbách 2022 získala tři mandáty v Poslanecké sněmovně.

## Historie
Strana vznikla účelově v roce 2017 jako centristická odnož Středopravicové koalice pro parlamentní volby 2018. Původně fungovala jako koalice několika malých středopravicových stran a bývalých členy Lidové alternativy. Celý název kandidátky zněl My s Itálii – UDC, vzhledem k alianci s křesťanskodemokratickou Unií středu (UDC). Ve volbách uskupení získalo 1,3 procenta hlasů, což nestačilo na překonání tříprocentní hranice pro získaní mandátů z poměrné části voleb. Čtyři kandidáti strany ale uspěli v jednomandátových volebních obvodech, a to jak do Poslanecké sněmovny, tak do Senátu. Krátce po volbách opustila NcI Unie středu, jejíž tři senátoři utvořili společný klub se stranou Forza Italia. V prosinci 2018 odešel z klubu NcI její volební lídr Raffaele Fitto a ohlásil konec celého projektu. Zbytek klubu v čele s Mauriziem Lupim nicméně odmítl stranu rozpustit. Roku 2019 se pak NcI přeměnilo na klasickou politickou stranu. V únoru 2022 byl člen strany Andrea Costa jmenován tajemníkem na ministerstvu zdravotnictví ve vládě Maria Draghiho.
V červenci 2022 zahájila NcI v Neapoli kampaň pro parlamentní volby v září tohoto roku pod heslem „My, pilíř pravého středu“ (Noi, pilastro del centrodestra). V srpnu pak bylo oznámeno vytvoření kandidátky My umírnění, která v sobě spojí My s Itálií a strany Itálie ve středu, Coraggio Italia a Unie středu.

## Členské strany

### Strany zapojené v NcI pro volby 2018
| Strana | Strana               | Ideologie                | Volby 2018 | Volby 2018 |
| Strana | Strana               | Ideologie                | Poslanci   | Senátoři   |
| ------ | -------------------- | ------------------------ | ---------- | ---------- |
|        | Unie středu          | Křesťanská demokracie    | –          | 3          |
|        | nezávislí (dříve AP) | Křesťanská demokracie    | 3          | –          |
|        | Identita a akce      | Konzervatismus           | –          | 1          |
|        | Směr Itálie          | Liberální konzervatismus | 1          | –          |
|        | Občanská volba       | Liberalismus             | –          | –          |
|        | Cantiere Popolare    | Křesťanská demokracie    | –          | –          |
|        | Hnutí za autonomie   | Regionalismus            | –          | –          |

## Volební výsledky

### Poslanecká sněmovna
| Volby | Hlasy      | Hlasy      | Mandáty | Mandáty | Pozice | Postavení |
| Volby | Abs.       | %          | Abs.    | ±       | Pozice | Postavení |
| ----- | ---------- | ---------- | ------- | ------- | ------ | --------- |
| 2018  | 427 152    | 1.3        | 4/630   | ▲4      | ▲8.    | Vláda     |
| 2022  | Součást NM | Součást NM | 3/400   | ▲       | ▲      | Vláda     |

### Senát
| Volby | Hlasy      | Hlasy      | Mandáty | Mandáty | Pozice |
| Volby | Abs.       | %          | Abs.    | ±       | Pozice |
| ----- | ---------- | ---------- | ------- | ------- | ------ |
| 2018  | 361 402    | 1.2        | 4/315   | ▲4      | ▲8.    |
| 2022  | Součást NM | Součást NM | 0/200   | ▼       | ▼      |

### Evropský parlament
| Volby | Hlasy      | Hlasy      | Mandáty | Mandáty | Pozice |
| Volby | Abs.       | %          | Abs.    | ±       | Pozice |
| ----- | ---------- | ---------- | ------- | ------- | ------ |
| 2019  | V rámci FI | V rámci FI | 0/76    | ▬0      | ▬      |

### Regionální parlamenty
| Region    | Rok  | Hlasy           | %               | Mandáty | ±  |
| --------- | ---- | --------------- | --------------- | ------- | -- |
| Lombardie | 2023 | součást NM      | součást NM      | 1/80    | ▬0 |
| Lazio     | 2023 | součást NM      | součást NM      | 0/51    | ▼1 |
| Abruzzo   | 2019 | v koalici s UDC | v koalici s UDC | 0/29    | –  |
| Molise    | 2018 | 5 204 (9.)      | 3.6             | 1/21    | ▲1 |
| Kalábrie  | 2021 | 23 138 (11.)    | 3.0             | 0/31    | –  |